# Cornaux
Cornaux är en ort och kommun i kantonen Neuchâtel, Schweiz. Kommunen har 1 647 invånare (2023).

## Historik
Cornaux omnämns som Curnaul för första gången i skrift 1212  i ett dokument från klostret Saint-Jean där det står om stridigheter mellan invånarna i Cornaux och en grannby. 
Kyrkan Saint-Pierre byggdes 1340. 
Flera av husen i centrum är från 1500-talet.